# Дараган, Иван Михайлович
Ива́н Миха́йлович Дарага́н (18 (30) марта 1885, Калиш — 5 января 1977, Сан-Франциско) — выпускник Пажеского корпуса, штабс-ротмистр Русской императорской армии, участник Первой мировой войны и Белого движения, белоэмигрант.

## Биография
По происхождению — из дворянской семьи малороссийского казацкого рода Дараган, православного вероисповедания. Его отец — Михаил Петрович, и дед — Пётр Михайлович, — русские военные и государственные деятели. Бабушка Анна Михайловна — известный русский педагог и детская писательница.
Родился в Калише, губернском городе Калишской губернии Царства Польского, где отец его в то время служил губернатором. Старший его брат — Пётр Михайлович Дараган (1874—1960) — выпускник Николаевского кавалерийского училища, флигель-адъютант, полковник гвардии.
Известная художница экспрессионистского направления Марианна Верёвкина приходилась братьям троюродной сестрой.

### Военная служба
По окончании в 1904 году учебного курса Пажеского корпуса, в чине корнета гвардии служил в Лейб-гвардии Уланском Её Величества полку. В начале января 1907 года, в том же чине, был зачислен в запас гвардейской кавалерии (по Петербургскому уезду) и в дальнейшем служил по гражданскому ведомству.
Участник Первой мировой войны. По объявлении мобилизации, корнет Иван Дараган был призван из запаса гвардейской кавалерии на службу в 105-й дополнительный обозный батальон военного времени (переименованный затем в 55-й дополнительный вольнонаёмный обозный батальон), в состав которого входил 9-й вольнонаёмный транспорт (переименованный затем в 274-й военный транспорт). Принимал участие в военных действиях. В июне 1916 года, за выслугу лет, был произведен в поручики гвардии.
В 1916 году был прикомандирован к Главному управлению Генерального штаба, служил в чине поручика гвардии в отделе генерал-квартирмейстера того же Управления.
В июле 1917 года состоящий в прикомандировании к Главному управлению Генерального штаба поручик гвардии Иван Дараган был зачислен в запас армейской кавалерии, с переименованием в штабс-ротмистры.

### В гражданской войне
Участник Белого движения. После Октябрьской революции в Петрограде прибыл на Украину и с апреля 1918 года служил в Киеве, в украинской армии гетмана Скоропадского. В ноябре-декабре 1918 года, в период антигетманского восстания, был на стороне монархистов в качестве штаб-офицера для поручений при штабе «главнокомандующего Украинской и Северной армиями» графа Келлера.
В конце 1918 года, после ликвидации Гетманата и прихода к власти Директории УНР, был депортирован в Германию, после чего весной 1919 года, в составе Отряда имени графа Келлера, в чине капитана, вступил в ряды Западной добровольческой армии. Служил в обозе штаба армии, был произведен в подполковники, а в декабре 1919 года интернирован в Германии (по другим данным — с июня 1919 года находился в концлагере в Москве, затем в мае 1920 года эмигрировал в Польшу).

### В эмиграции
В 1920-х годах эмигрировал в Польшу, с 1948 года — в Аргентине. В 1960-х годах эмигрировал в США.
Активно участвовал в общественных организациях «белой» эмиграции. В ноябре 1951 года — представитель председателя Гвардейского объединения в Аргентине. В феврале 1954 года — председатель отдела Союза пажей. В 1963 году — председатель 3-го отдела Гвардейского объединения в Аргентине. Был женат (супруга умерла до 1963 года).
Скончался Иван Михайлович Дараган в 1977 году в Сан-Франциско.

## Награды
- Медаль «В память 300-летия царствования Дома Романовых» (1913)

Ордена «…за отлично-усердную службу и труды, понесенные во время военных действий»:
- Святой Анны 3-й степени (Дополнение к ВП 01.05.1915)
- Святого Станислава 2-й степени (ВП 12.07.1915)
- Святой Анны 2-й степени (ВП 10.12.1915)

## Комментарии
1. ↑  Информация о том, что корнет запаса гвардейской кавалерии Иван Михайлович Дараган окончил Николаевскую академию Генерального штаба и затем имел чин подполковника Генерального штаба, ошибочна, — в Списках Генерального штаба за период 1914—1917 годов офицеров по фамилии Дараган нет. Возможно, в 1917—1918 годах Иван Михайлович Дараган обучался на краткосрочных подготовительных курсах военного времени в Николаевской военной академии, однако в списках курсантов таких курсов (1-й, 2-й, 3-й очереди), приведенных в справочнике А. В. Ганина «Корпус офицеров Генерального штаба в годы Гражданской войны 1917—1922 гг.: Справочные материалы.» — М.: Русский путь, 2009. — 895 с., ил. — ISBN 978-5-85887-301-3, он не значится.
2. ↑  В справочной и научно-популярной литературе по периоду гражданской войны не исключена путаница биографий однофамильцев.